# Warriors
„Warriors“ je píseň od americké indie rockové hudební skupiny Imagine Dragons, která byla napsána pro hudební video 2014 League of Legends World Championship. Písěň byla použita jako hymna pro wrestlingovou událost Survivor Series (2015) a objevila se v soundtracku The Divergent Series: Insurgent – Original Motion Picture Soundtrack. Dále se stala oficiální písní traileru amerického seriálu Colony a finálního traileru filmu Wonder Woman (2017) nebo hrála v seriálu Sweet Home (2020). Byla digitálně vydána 18. září 2014.

## Videoklip
Píseň debutovala 17. září 2014 na Youtube kanálu League of Legends spolu s videoklipem. Ten a píseň sloužili jako propagace 2014 League of Legends World Championship.

## Tracklist
Ke stažení
| Pořadí | Název    | Délka |
| ------ | -------- | ----- |
| 1.     | Warriors | 2:51  |

## Umístění v hitparádách
| Žebříček (2014)                        | Nejvyšší umístění |
| -------------------------------------- | ----------------- |
| Rakousko (Ö3 Austria Top 40)           | 56                |
| Kanada (Canadian Hot 100)              | 60                |
| Česko (Singles Digitál Top 100)        | 18                |
| Francie (SNEP)                         | 48                |
| Německo (Official German Charts)       | 58                |
| Maďarsko (Single Top 40)               | 34                |
| Irsko (IRMA)                           | 80                |
| Libanon (The Official Lebanese Top 20) | 16                |
| Nizozemsko (Single Top 100)            | 66                |
| Norsko (VG-lista)                      | 27                |
| Portugalsko (Portugal Digital Songs)   | 13                |
| Slovensko (Singles Digitál Top 100)    | 29                |
| Švédsko (Sverigetopplistan)            | 7                 |
| Spojené království (UK Singles Chart)  | 54                |
| USA (Bubbling Under Hot 100 Singles)   | 2                 |
| USA (Hot Rock Songs)                   | 10                |